# آرثر جيمس
وهو سياسي أمريكي ينتمي إلى الحزب الجمهوري ولد آرثر جيمس في 14 تموز - يوليو من سنة 1893 في ولاية بنسلفانيا درس آرثر جيمس القانون القانون في كلية ديكسون بدا آرثر جيمس حياته المهنية في سنة 1904 بصفته محاميا في ولاية بنسلفانيا وشغل جيمس منصب نائب حاكم ولاية بنسلفانيا الأمريكية ما بين الأعوام 1927 إلى عام 1931 أصبح آرثر جيمس حاكما على ولاية بنسلفانيا الأمريكية ما بين الأعوام 1939 إلى عام 1943 توفي آرثر جيمس في 27 نيسان- ابريل من سنة 1973 في ولاية بنسلفانيا.